# Franziska Pixis

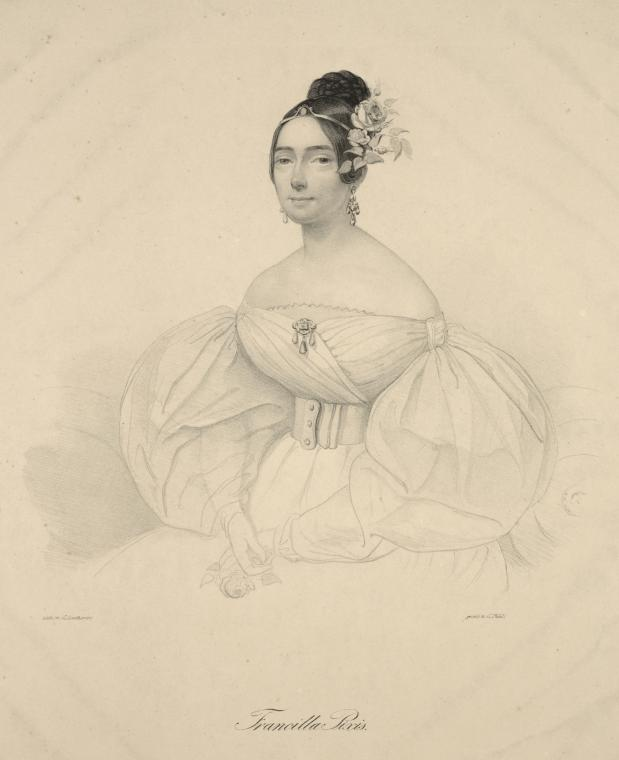
Franziska Pixis.

Franziska (eller Francilla) Pixis, född 1816 i Lichtenthal vid Baden-Baden, död 1888, var en tysk sångerska.
Franziska Pixis ursprungliga namn var Göhringer. Hon blev som fader- och moderlös adopterad av Johann Peter Pixis, vilken tog henne med sig till Paris och utbildade henne till sångerska. Hon företog flera konsertresor, under vilka hon vann bifall för sin sköna mezzosopranröst. År 1840 uppträdde hon i Neapel och gifte sig några år senare med en italienare. Det var för henne som Giovanni Pacini skrev sin Saffo 1842.